# Adam Sołtan
Adam Lech Sołtan herbu własnego Sołtan (ur. 24 września 1898 w Polanówce, zm. wiosną 1940 w Charkowie) – major dyplomowany kawalerii Wojska Polskiego, działacz niepodległościowy, kawaler Orderu Virtuti Militari, ofiara zbrodni katyńskiej.

## Życiorys
Syn Bohdana Wiktora (1861–1912) i Marii Franciszki z Sołtanów (1863–1926) urodzony 24 września 1898 w Polanówce, w ówczesnym powiecie nowoaleksandryjskim guberni lubelskiej. Był bratem Marii (1889–1967), Stanisława, podporucznika kawalerii Wojska Polskiego, pośmiertnie odznaczonego Orderem Virtuti Militari, Bohdana Józefa (1893–1960), Heleny (1895–1967) i Teresy (1901–1973). Ukończył Gimnazjum Męskie Komitetu Wielkiej Księżnej Tatiany w Kijowie. 
W październiku 1917, po zdaniu matury, wstąpił jako ochotnik do 1 pułku ułanów. Po rozwiązaniu I Korpusu Polskiego w Rosji (21 maja 1918) przyjechał do Warszawy i rozpoczął studia na Uniwersytecie. 11 listopada 1918 wziął udział w rozbrajaniu Niemców w stolicy, a następnie wstąpił do odtworzonego 1 pułku ułanów. W jego szeregach walczył na wojnie z bolszewikami. Wyróżnił się 19 sierpnia 1920 w bitwie pod Żółtańcami. 28 sierpnia 1920 porucznik Tadeusz Ciecierski sporządził wniosek na odznaczenie podchorążego Adama Sołtana orderem „Virtuti Militari”. 24 września 1920 pod wsią Bubnów koło Łucka został ranny.
Po zakończeniu wojny kontynuował służbę w 1 pułku ułanów w Augustowie. 3 maja 1922 został zweryfikowany w stopniu podporucznika ze starszeństwem z dniem 1 czerwca 1919 i 33. lokatą w korpusie oficerów jazdy (od 1924 – kawalerii). Na porucznika został awansowany ze starszeństwem z dniem 1 października 1920 w korpusie oficerów jazdy. 2 kwietnia 1929 został awansowany na rotmistrza ze starszeństwem z dniem 1 stycznia 1929 i 24. lokatą w korpusie oficerów kawalerii. Od 15 czerwca do 15 września 1930 odbył staż w artylerii i piechocie. Od 15 października do 15 grudnia 1930 ukończył Kurs Próbny przy Wyższej Szkole Wojennej. 5 stycznia 1931 został powołany do Wyższej Szkoły Wojennej w Warszawie, w charakterze słuchacza XI Kursu 1930–1932. 1 listopada 1932, po ukończeniu kursu i otrzymaniu dyplomu naukowego oficera dyplomowanego, został przeniesiony do Centrum Wyszkolenia Kawalerii w Grudziądzu na stanowisko instruktora. W latach 1933–1936 był dyrektorem nauk Szkoły Podchorążych Kawalerii. Na stopień majora awansowany ze starszeństwem z 1 stycznia 1936 i 33. lokatą w korpusie oficerów kawalerii. 
W czasie kampanii wrześniowej 1939 był szefem sztabu Nowogródzkiej Brygady Kawalerii w Baranowiczach. 11 września 1939 został wyznaczony na stanowisko szefa sztabu Grupy Operacyjnej Kawalerii gen. Andersa. Po agresji ZSRR na Polskę w nieznanych okolicznościach dostał się do niewoli sowieckiej i przebywał w obozie w Starobielsku. Wiosną 1940 został zamordowany przez funkcjonariuszy NKWD w Charkowie i pogrzebany w bezimiennej mogile zbiorowej w Piatichatkach, gdzie od 17 czerwca 2000 mieści się oficjalnie Cmentarz Ofiar Totalitaryzmu w Charkowie. Figuruje na tzw. liście Gajdideja (poz. 3285).
W 1923 ożenił się z Marią Sariusz-Zaleską herbu Jelita (1901–1976), z którą miał dwie córki: Teresę (1924–1976) i Marię (1928–1948).
5 października 2007 minister obrony narodowej Aleksander Szczygło mianował go pośmiertnie na stopień podpułkownika. Awans został ogłoszony 9 listopada 2007 w Warszawie, w trakcie uroczystości „Katyń Pamiętamy – Uczcijmy Pamięć Bohaterów”.

## Ordery i odznaczenia
- Krzyż Srebrny Orderu Wojskowego Virtuti Militari nr 2591[2] – 1921[25]
- Krzyż Walecznych dwukrotnie[26][27]
- Złoty Krzyż Zasługi – 19 marca 1937 „za zasługi w służbie wojskowej”[28][27]
- Medal Niepodległości – 9 listopada 1932 „za pracę w dziele odzyskania niepodległości”[29][27]
- Medal Pamiątkowy za Wojnę 1918–1921[26]
- Medal Dziesięciolecia Odzyskanej Niepodległości[26]
- Odznaka za Rany i Kontuzje z jedną gwiazdką[30]
- Odznaka Pamiątkowa 1 Pułk Ułanów Krechowieckich[31]
- Medal Zwycięstwa[26]

## Publikacje
- Adam Sołtan: Kronika Szkoły Podchorążych Kawalerii. W: Piętnastolecie Szkoły Podchorążych Kawalerii w Grudziądzu. Grudziądz: Zakł. Graf. „Bibljoteka Polska”, 1936.